# Popioły (gromada)
Popioły – dawna gromada, czyli najmniejsza jednostka podziału terytorialnego Polskiej Rzeczypospolitej Ludowej w latach 1954–1972.
Gromady, z gromadzkimi radami narodowymi (GRN) jako organami władzy najniższego stopnia na wsi, funkcjonowały od reformy reorganizującej administrację wiejską przeprowadzonej jesienią 1954 do momentu ich zniesienia z dniem 1 stycznia 1973, tym samym wypierając organizację gminną w latach 1954–1972.
Gromadę Popioły z siedzibą GRN w Popiołach utworzono – jako jedną z 8759 gromad na obszarze Polski – w powiecie węgorzewskim w woj. olsztyńskim na mocy uchwały nr 28 WRN w Olsztynie z dnia 4 października 1954. W skład jednostki weszły obszary dotychczasowych gromad Grądy Węgorzewskie i Popioły ze zniesionej gminy Budry oraz obszar dotychczasowej gromady Piłaki Małe ze zniesionej gminy Kuty w tymże powiecie. Dla gromady ustalono 9 członków gromadzkiej rady narodowej.
Gromadę zniesiono 1 stycznia 1958, a jej obszar włączono do gromady Budry w tymże powiecie.